# 비지 본

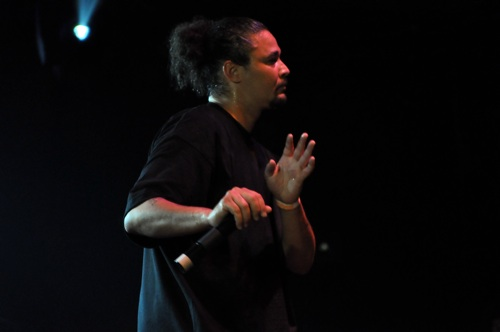
비지 본

비지 본(Bizzy Bone, 본명: 브라이언 앤서니 매케인 2세, 본명 영어: Bryon Anthony MCcane II, 1976년 9월 12일 ~ )은 미국의 래퍼이다. 전 본 석스 앤 하모니의 리더였다.

## 생애
브라이언 앤서니 매케인 2세는 오하이오주의 콜럼버스에서 태어났으며, 4세였던 1980년 두 자매와 함께 양아버지에게 납치되어 2년 넘게 감금되었다. 납치된 시기에 그는 오클라호마주 북부에서 거주했으며, 지속적인 폭행과 고문, 성폭행을 당했다. 이후 1983년에 오클라호마주 코 시티에서 약 1년 반 동안 거주하던 도중, 신고를 받고 출동한 경찰에 의해 그의 가족으로 돌아가게 되었다.
그 뒤 비지 본이라는 이름으로 1994년 본 석스 앤 하모니로 데뷔했다. 그러나 그의 솔로 데뷔 앨범과 관련해 팀원과 불화가 생겼으며, 2000년대쯤 팀을 탈퇴하고, 솔로 앨범을 발매 중이다. 탈퇴 후 팀의 멤버인 레이지 본과 Bone Brother을 만들었다. 본 석스 앤 하모니는 대한민국의 힙합그룹 NOL이 비지본의 영향을 많이 받았을정도로 임팩트가 큰 그룹이다.